# 宮崎莉里沙
宮崎 莉里沙（みやざき りりさ、2016年〈平成28年〉2月19日 - ）は、日本の子役。クラージュキッズ所属。

## 出演

### テレビドラマ
- ルパンの娘（2020年10月29日・11月26日、フジテレビ） - 第3話・3歳の杏 役、第7話・幼い華 役
- 知ってるワイフ（2021年1月7日 - 3月18日、フジテレビ） - 剣崎佐織 役
- ＃家族募集します（2021年7月9日 - 9月24日、TBS） - 桃田雫 役[2][3]
- 村井の恋 第5話（2022年5月4日、TBS） - 田中彩乃（幼少期）役
- 家庭教師のトラコ  第7話・第9話（2022年8月31日・9月14日、日本テレビ） - 根津寅子（幼少期）役
- PICU 小児集中治療室 第7話（2022年11月21日、フジテレビ） - 須藤七海 役
- 私がヒモを飼うなんて 第3話（2023年4月11日、TBS） - 蒼井スミレ（幼少期）役
- 王様に捧ぐ薬指（2023年4月18日 - 6月20日、TBS） - 羽田風華 役[4]
- ばらかもん（2023年7月12日 - 9月20日、フジテレビ） - ヒロイン・琴石なる 役[5][6]
- 単身花日（2023年10月14日 - 12月9日、テレビ朝日） - 桜木花奈 役[7]
- 大奥 Season2「幕末編」（2023年12月12日、NHK総合） - 津田梅子 役
- 院内警察 第1話（2024年1月12日、フジテレビ） - 相良美紀 役
- 舟を編む 〜私、辞書つくります〜（2024年2月18日 - 4月21日、NHK BS・NHK BSプレミアム4K / 2025年6月17日 - 、NHK総合） - 岸辺みどり（幼少期）役 [8]
- 366日 第1話 - 第2話・第5話 - 第8話・第10話・最終話（2024年4月8日 - 6月17日、フジテレビ） - 池沢菫 役[9]
- 藤子・F・不二雄 SF短編ドラマ シーズン2「じじぬき」（2024年5月12日、NHK BS）[10]  - 孫娘 役
- 相棒 season23 第5話（2024年11月20日、テレビ朝日） - 中井雫 役
- 連続テレビ小説 「おむすび」 第86回 - 第115回（2025年2月3日 - 3月14日、NHK総合） - 米田花（小学生時代） 役

### 配信ドラマ
- 親子は道半ば（2024年9月23日、FOD） - ひまり 役

### 映画
- 劇場版 ルパンの娘（2021年10月15日、東映）
- 矢野くんの普通の日々（2024年11月15日、松竹） - 吉田さやか 役
- ふしぎ駄菓子屋 銭天堂（2024年12月13日、東宝） - 女の子 役

### バラエティ
- 痛快TV スカッとジャパン（2021年11月22日、フジテレビ） - 新井芽依 役
- 真夏のドラマ対抗！クイズ！ドレミファドン３時間SP（2023年7月6日、フジテレビ）
- 芸能人が本気で考えた！ドッキリGP（2023年7月15日、フジテレビ）
- ぽかぽか（2023年7月25日、フジテレビ）
- 見取り図の間取り図ミステリー（2025年8月7日、読売テレビ・日本テレビ）

### CM
- パナソニック「ビストロ×キッチンポケット『愛しいただいま』篇」
- hoyu「よい髪でよいお年を」
- アサヒ飲料 WONDAモーニングショット「ダイバーシティ」編  ・「こだわり作品」編
- ローソン「私たちの推しハピ！スイーツ クリーム篇」・「私たちの推しハピ！スイーツ もちもち篇」

### WEB
- ‘20  NEWクレラップ「僕は手伝わない」篇
- ‘20  オータニコーポレーション　モンレーブスチュームサロン   七五三モデル
- ‘22  H&M「Classic Collection 」
- ‘25  東京都 行財政【キャッシュレス納税、教えてあげよっか？（Web口座振替編）】  - 主演として、キャッシュレス納税のPR動画に出演
- ‘25  東京都 行財政【キャッシュレス納税、教えてあげよっか？（スマホ決済アプリ編）】

### 雑誌
- 学研プラス「ディズニーといっしょブック」（2022年1月号）
- 学研プラス「ディズニーといっしょブック」（2022年6月号）
- 学研プラス「ディズニーといっしょブック」（2023年1月号）

### ニュース
- めざましテレビ（2023年6月27日、7月17日、9月20日、フジテレビ）

### テレビ
• 土スタ（2025年2月8日、NHK総合） - 共演者インタビュー